# 상주자전거박물관

상주자전거박물관 전면.

상주자전거박물관은 경상북도 상주시에 있는 대한민국에서 유일한 자전거 박물관이다.
2002년에 경상북도 상주시 남장동 229-1번지에 처음건립되었으며, 2010년 10월 27일 경상북도 상주시 도남동 산3-4번지로 확장 이전했다. 28,778m2의 터에, 건축 연면적은 2,761m2로 지하1층, 지상2층 규모이며, 97억원의 사업비가 들었다.
자전거 전시실인 "만남의 장"에는 자전거 60여대가 역사를 보여주고 있으며, 체험 전시실인 "체험의 장", 자전거 문화에 대해 소개하는 "공감의 장", 상주 자전거 축제를 소개하는 "축제의 장", 자전거와 관련된 상품을 판매하는 "결실의 장"이 있다.
전시내용은 초기 자전거(5점), 이색자전거(29점), 경기용자전거(11점), 기타자전거(15점) 자전거 체험관(7식), 홍보관(자전거부품전시, 자전거바로타기, 자전거와 건강), 상주관(전국자전거축제, 상주와 자전거, 자전거관련자료), 뮤지엄샵이 있다.
주요시설은 지하 1층에 자전거대여소와 수장고, 기계실이 있고 지상 1층에는 기획전시장과 4D영상관, 지역농특산물 홍보코너가, 그리고 지상 2층에는 상설전시장과 다목적 홀, 관리사무실 등이 들어서 있다.
주변에는 상징조형물과 분수대, 산책로, 기타 공공 편의시설 등의 부대시설이 있다.